# Planta de desalinización solar Las Salinas
La planta de desalinización solar Las Salinas fue la primera planta industrial para la obtención de agua desalinizada usando la energía solar en la época moderna. Fue diseñada y construida en 1872 por Carlos Wilson, un ingeniero sueco, en lo que en aquel tiempo era el camino de las caravanas entre Antofagasta y el mineral argentífero de Caracoles.
Existieron por lo menos tres plantas de desalinización por energía solar en la zona salitrera a fines del siglo XIX y a comienzos del siglo XX. Fueron construidas para abastecer de agua sin sal para las máquinas, el consumo humano y animal surgido de la explotación en Caracoles.

## Cronología
La región perteneció a Bolivia hasta el inicio de la guerra del Pacífico por lo que se supone que Wilson obtuvo una garantía del gobierno boliviano. En todo caso la obtuvo del gobierno chileno cuando la zona quedó bajo soberanía de Chile.: 107 
En 1873 la enpresa predecesora de la Compañía de Salitres y Ferrocarril de Antofagasta obtuvo del gobierno los derechos para explotar el salitre en una vasta zona que incluía a Las Salinas y pronto comenzó las prospeciones en busca de los mejores depósitos salitreros.
En aquelos tiempos debía competir con desaladoras a carbón y posteriormente con cañerías que transportaban agua desde la cuenca del río Loa.

## Ubicación
La instalación en Las Salinas está ubicada al costado de la actual carretera entre la ciudad de Antofagasta y Calama, aproximadamente a medio camino entre ambas urbes. Posteriormente, en 1882, se construyó la planta en la oficina salitrera Domeyko/Boquete (100 km al sur de Las Salinas) y luego, 1882, otra en Sierra Gorda (cerca de Las Salinas).

## Funcionamiento
El agua salada provenía de los pozos del desierto que era extraída por bombas movidas por el viento o por bombas movidas a vapor.
Su funcionamiento era de lo más sencillo y eficiente. Un molino de viento bombeaba agua salada desde un pozo y la vertía en tinas negras cubiertas con una plancha de vidrio en posición inclinada, todo cerrado herméticamente con excepción de una canaleta de salida. El calor del sol evaporaba el agua salada, el vapor se adhería a los vidrios inclinados y, condesado por el aire frío, descendía hasta gotear en una canaleta que la llevaba al despósito final enterrado a nivel del suelo para evitar su calentamiento.

Destilación de agua salada por radiación solar.

Esta instalación tenía un área de 4800 m² y producía 5 kg [sic] de agua por metro cuadrado.: 176 

## Función
La planta suministró agua durante 40 años.: 178 
Francisco San Román menciona en su obra Desierto y cordilleras de Atacama de 1883:: 435 
Las necesidades industriales de la minería han hecho apelar a los pozos y a la destilación solar que condensa el vapor de agua dentro de cajas de vidriera, donde no alcanza el carbón un precio soportable para su destilación en calderos.